# WiSo-Führungskräfte-Akademie Nürnberg
Die WiSo-Führungskräfte-Akademie wurde 1989 als Ableger der Universität Erlangen-Nürnberg gegründet und ist Dienstleister in den Bereichen Weiterbildung und Veranstaltungen mit Sitz in Nürnberg.
Sie bildet Fach- und Führungskräfte für die nationale und internationale Wirtschaft aus. Ihre Kernkompetenzen im Bereich der Ausbildungen, Lehrgänge, und Seminare liegt in der Management- und der Betriebswirtschaftslehre. Schwerpunkte sind die Themenfelder Führung, Marketing und Vertrieb sowie Betriebswirtschaftslehre für Nicht-Kaufleute.
1999 wurde das Portfolio um den Bereich der Mitarbeitergewinnung erweitert. Hierzu veranstaltet sie zweimal jährlich eine der größten Job-Messen Süddeutschlands, die akademika. Des Weiteren führt sie als Dienstleister sogenannte Job-Info-Börsen durch, unter anderem für das Bayerische Staatsministerium für Arbeit und Soziales und im Auftrag der NürnbergMesse.
Außerdem koordiniert und verantwortet die Akademie seit 2004 mit dem Fachbereich Wirtschaftswissenschaften den berufsbegleitenden Studiengang MBA Business Management der Friedrich-Alexander-Universität Erlangen-Nürnberg. Seit 2014 koordiniert und betreut die WFA auch den berufsbegleitenden Master in Marketing Management am Fachbereich.
Das Unternehmen wird seit der Gründung als organisatorisch wirtschaftlich eigenständige GmbH geführt, ist als gemeinnützig anerkannt und trägt als hochschulnahe Einrichtung den Status eines An-Instituts. Gesellschafter sind neben der Universität Erlangen-Nürnberg auch weitere Unternehmen und Organisationen wie beispielsweise die Grundig Akademie für Wirtschaft und Technik gemeinnützige Stiftung 2006 hat sie sich der Grundig-Akademie-Gruppe angeschlossen.